# Trolleybus de Schaffhouse
Les trolleybus de Schaffhouse (en alémanique : Trolleybus Schaffhausen) font partie du réseau de transports en commun de la ville de Schaffhouse, en Suisse. Mis en service en 1966, le réseau de trolleybus compte une ligne.

## Histoire
Le trolleybus est mis en service le 24 septembre 1966, succédant au Tramway de Schaffhouse et reprenant l'itinéraire de la ligne 1 du réseau de tramways.

## Ligne
Le réseau comprend une ligne:
- Ligne 1:  Herbstäcker - Neuhausen - Gare (Bahnhof) - Ebnat - Waldfriedhof (Cimetière) (8,8 km),

Herbstäcker - Neuhausen - Gare (Bahnhof) - Ebnat, ouverture le 24-09-1966,
Ebnat - Waldfriedhof (Cimetière), ouverture le 29-05-1974,

## Matériel roulant
N° 101 à 107, trolleybus articulés, livrés par  Hess/Vossloh-Kiepe en 2011